# Es regnet, es regnet
Es regnet, es regnet ist ein bekanntes deutschsprachiges Kinderlied aus dem 19. Jahrhundert. Das Lied existiert in verschiedenen Textfassungen und wird auf verschiedene Melodien gesungen, darunter eine Fassung als Kanon von Carl Friedrich Zelter. Ein dreistimmiger Kanon in der Kantate Kuckucke aus aller Welt im Fidula-Verlag, Stuttgart 1953 stammt von Felicitas Kukuck.

## Inhalt
In der ersten Strophe wird beschrieben, dass es regnet und die Erde nass wird und es wird als Vorteil des Regens bemerkt, dass dann auch wieder Gras wächst. In der zweiten Strophe wird erläutert, dass es seinen Lauf regnen würde und wenn es genug geregnet hat, es wieder aufhöre. In der abschließenden dritten Strophe wird gefragt, was es uns kümmere, dass es regnet, da wir im Trocknen sitzen und so auch nicht nass werden.

## Rezeption
Das Lied wird in Kindergärten und Grundschulen gesungen.

## Text
1. Strophe

Es regnet, es regnet, die Erde wird nass!

Und wenn’s genug geregnet hat, dann wächst auch wieder Gras!

2. Strophe

Es regnet, es regnet, es regnet seinen Lauf!

Und wenn’s genug geregnet hat, dann hört's auch wieder auf!

3. Strophe

Es regnet, es regnet, was kümmert uns das!

Wir sitzen im Trocknen, und werden nicht nass!
Wilhelm Grimm schuf für Clemens Brentano eine Textfassung, die in Des Knaben Wunderhorn aufgenommen wurde:
Guten Appetit

Es regnet, Gott segnet,

Die Sonne scheint,

Der Mond greint,

Der Pfaff sitzt aufm Laden,

Frißt all die Palisaden!

Die Nonne geht ins Wirthshaus,

Und trinkt die Gläser all, all aus.

## Melodien
Fassung aus dem 19. Jahrhundert. Die Melodie dieser Fassung stimmt bis auf die letzten beiden Takte mit einer Melodie von Johann Abraham Peter Schulz aus dem Jahr 1794 überein, die später mit dem Text des Weihnachtsliedes Ihr Kinderlein, kommet bekannt wurde.
Alternative Fassung.
Weitere Fassung, Text bei Johann Lewalter mündlich aus Kassel überliefert.
Fünfstimmige Kanonfassung von Carl Friedrich Zelter.